# 布魯斯特希爾 (紐約州)
布魯斯特希爾（英語：Brewster Hill）是位於美國紐約州帕特南縣的普查規定居民點。

## 人口
根據2020年美國人口普查的數據，布魯斯特希爾的面積為2.54平方千米，當中陸地面積為2.25平方千米，而水域面積為0.29平方千米。當地共有人口1924人，而人口密度為每平方千米757.48人。